# Unalga (Isole Fox)
Unalga (in lingua aleutina Unalĝa) è una delle Isole Fox nell'arcipelago delle Aleutine; si trova nel mare di Bering tra le isole di Akutan e Unalaska ed appartiene all'Alaska (USA). L'isola, che ha una superficie di 28,5 km², non va confusa con l'omonima Unalga che si trova nel gruppo delle Isole Delarof.